# Priscah Cherono
Priscah Jepleting Cherono, nata Ngetich (Nandi, 27 giugno 1980), è una mezzofondista keniota, medaglia di bronzo nei 5000 metri piani ai Mondiali di Osaka 2007.

## Palmarès
| Anno | Manifestazione      | Sede          | Evento         | Risultato | Prestazione | Note                          |
| ---- | ------------------- | ------------- | -------------- | --------- | ----------- | ----------------------------- |
| 1996 | Mondiali U20        | Sydney        | 5000 m piani   | 8ª        | 16'20"39    |                               |
| 1997 | Mondiali di cross   | Torino        | Corsa U20      | Argento   | 14'59"      |                               |
| 1997 | Mondiali di cross   | Torino        | A squadre      | Oro       | 15 p.       |                               |
| 1998 | Mondiali di cross   | Marrakech     | Corsa U20      | 11ª       | 20'16"      |                               |
| 1998 | Mondiali di cross   | Marrakech     | A squadre      | Argento   | 20 p.       |                               |
| 1998 | Mondiali U20        | Annecy        | 5000 m piani   | 7ª        | 16'07"12    |                               |
| 2003 | Mondiali di cross   | Losanna       | Corsa breve    | 11ª       | 13'04"      |                               |
| 2003 | Mondiali di cross   | Losanna       | A squadre      | Oro       | 18 p.       |                               |
| 2004 | Campionati africani | Brazzaville   | 5000 m piani   | Argento   | 16'26"15    |                               |
| 2005 | Mondiali di cross   | Saint-Galmier | Corsa breve    | 4ª        | 13'25"      |                               |
| 2005 | Mondiali di cross   | Saint-Galmier | A squadre      | Argento   | 19 p.       |                               |
| 2005 | Mondiali            | Helsinki      | 5000 m piani   | 7ª        | 14'44"00    |                               |
| 2006 | Mondiali di cross   | Fukuoka       | Corsa breve    | Argento   | 12'53"      |                               |
| 2006 | Mondiali di cross   | Fukuoka       | A squadre      | Argento   | 26 p.       |                               |
| 2007 | Mondiali di cross   | Mombasa       | Corsa seniores | 7ª        | 27'39"      |                               |
| 2007 | Mondiali di cross   | Mombasa       | A squadre      | Argento   | 26 p.       |                               |
| 2007 | Mondiali            | Osaka         | 5000 m piani   | Bronzo    | 14'59"21    |                               |
| 2008 | Mondiali di cross   | Edimburgo     | Corsa seniores | 7ª        | 25'36"      |                               |
| 2008 | Mondiali di cross   | Edimburgo     | A squadre      | Argento   | 22 p.       |                               |
| 2008 | Giochi olimpici     | Pechino       | 5000 m piani   | 10ª       | 15'51"78    |                               |
| 2011 | Mondiali di cross   | Punta Umbría  | Corsa seniores | 5ª        | 25'20"      |                               |
| 2011 | Mondiali di cross   | Punta Umbría  | A squadre      | Oro       | 15 p.       |                               |
| 2011 | Mondiali            | Taegu         | 10000 m piani  | 4ª        | 30'56"43    | Miglior prestazione personale |
| 2012 | Campionati africani | Porto-Novo    | 10000 m piani  | Argento   | 32'45"73    |                               |

## Campionati nazionali
2000
- 4ª ai campionati kenioti, 1500 m piani - 4'15"7 m

2002
- Bronzo ai campionati kenioti, 5000 m piani - 15'41"13

2003
- Bronzo ai campionati kenioti, 5000 m piani - 15'35"7 m

2004
- Oro ai campionati kenioti, 5000 m piani - 15'38"4 m

2005
- Oro ai campionati kenioti di corsa campestre (cross corto)

2011
- Bronzo ai campionati kenioti, 10000 m piani - 31'59"1 m

2012
- 5ª ai campionati kenioti, 10000 m piani - 32'38"29

## Altre competizioni internazionali
2006
- Argento alla BOclassic ( Bolzano), 5 km - 15'53"
- Oro al Cross della Vallagarina ( Villa Lagarina) - 22'02"

2010
- Bronzo alla BOclassic ( Bolzano), 5 km - 16'00"

2012
- Oro al Cross di Alà dei Sardi ( Alà dei Sardi) - 17'56"6

2015
- Oro alla Maratona di Firenze ( Firenze) - 2h31'34"

2016
- Oro alla Maratona di Venezia ( Venezia) - 2h27'41"
- Argento alla Maratona di Enschede ( Enschede) - 2h29'08"